# جام حذفی فوتبال ایتالیا ۲۲–۲۰۲۱

لگوی مسابقات کوپا ایتالیا

کوپا ایتالیا ۲۲–۲۰۲۱ (با نام تجاری کوپا ایتالیا Frecciarossa به دلایل حمایت مالی از دور دوم) هفتاد و پنجمین دورهٔ جام ملی در فوتبال ایتالیا بود.
تعداد تیم‌های شرکت کننده از ۷۸ تیم در فصل قبل به ۴۴ باشگاه کاهش یافت.
یوونتوس مدافع عنوان قهرمانی بود. آنها در فینال پس از وقت اضافه با نتیجه ۴–۲ مغلوب اینتر میلان شدند. این هشتمین قهرمانی اینتر در کوپا ایتالیا و اولین قهرمانی آنها از سال ۲۰۱۱ بود.